# Great Lakes Exposition
De Great Lakes Exposition was een wereldtentoonstelling die in de zomers van 1936 en 1937 werd gehouden aan de oever van het Eriemeer in de Amerikaanse stad Cleveland.
De tentoonstelling werd georganiseerd ter gelegenheid van het honderdjarig bestaan van de stad Cleveland. De bedoeling was om de plaatselijke economie een impuls te geven, nadat die hard geraakt was door de economische crisis begin jaren 30. Hoewel er 38 nationaliteiten waren vertegenwoordigd in de Streets of the World, werd de tentoonstelling niet door het Bureau International des Expositions erkend.
De organisatie werd mogelijk door Dudley S. Blossom, een plaatselijke filantroop en voorzitter van een burgerinitiatief dat anderhalf miljoen dollar bijeen bracht om het idee te realiseren.
Het terrein is tegenwoordig in gebruik door het Great Lakes Science Center, de Rock and Roll Hall of Fame en het vliegveld (Burke Lakefront Airport). In het eerste seizoen kwamen er vier miljoen bezoekers en in het tweede seizoen nog eens drie miljoen. Het tweede seizoen ging van start op 29 mei 1937 en werd geopend door de directeur van Standard Oil (Esso).
Grote attracties waren een 3D-maquette van het Grote Merengebied, waardoor de bezoekers de grote meren "uit de lucht" konden zien en een drijvend podium (Aquacade) waar een muziek en dansshow werd opgevoerd. Onder de artiesten waren Johnny Weissmuller en Eleanor Holm. Deze show werd later ook opgevoerd bij de World's Fair in New York in 1939. Verder werden ook stukken van de Wereldtentoonstelling van 1933 opnieuw tentoongesteld.

## Links
- Website describing the exhibition fairgrounds
- Jazz history article on Bob Crosby's orchestra by Joe Mosbrook
- Photos of the Aquacade from Ohio Memory[dode link]
- Standard Oil Periodical May, 1937